# Europese auto in 2006
Dit artikel geeft een overzicht van alle Europese personenwagens die in 2006 op de markt kwamen. De auto's staan alfabetisch gerangschikt per merk.
| Alfa Romeo |                  | concern:          | FIAT Italië |
| Alfa Romeo | divisie:         |                   |             |
| Alfa Romeo | merk:            | Alfa Romeo Italië |             |
| Alfa Romeo | model:           | 159 Sportwagon    |             |
| Alfa Romeo | einde productie: | ?                 |             |
| Alfa Romeo | productieaantal: | ?                 |             |

| Audi |                  | concern:                                                                  | Volkswagen AG Duitsland |
| Audi | divisie:         |                                                                           |                         |
| Audi | merk:            | Audi Duitsland                                                            |                         |
| Audi | model:           | S3 drie- en vijfdeurhatchback (2e generatie; sportieve variant van de A3) |                         |
| Audi | einde productie: | 2012                                                                      |                         |
| Audi | productieaantal: | ?                                                                         |                         |

| Audi |                  | concern: | Volkswagen AG Duitsland |
| Audi | divisie:         | |                         |
| Audi | merk:            | Audi Duitsland |                         |
| Audi | model:           | A4 cabriolet (3e generatie) S4 cabriolet (4e generatie; sportiever variant van de A4) RS4 cabriolet (2e generatie; krachtiger variant van de A4) |                         |
| Audi | einde productie: | 2008 |                         |
| Audi | productieaantal: | 1507 (RS4) |                         |

| Audi |                  | concern: | Volkswagen AG Duitsland |
| Audi | divisie:         | |                         |
| Audi | merk:            | Audi Duitsland |                         |
| Audi | model:           | S6 sedan / Avant stationwagen (3e generatie; sportieve variant van de A6) A6 allroad quattro crossover-stationwagen (2e generatie; offroadvariant van de 2e generatie A6 Avant) |                         |
| Audi | einde productie: | 2010 (S6), 2008 (allroad quattro) |                         |
| Audi | productieaantal: | ? |                         |

| Audi |                  | concern:                                       | Volkswagen AG Duitsland |
| Audi | divisie:         |                                                |                         |
| Audi | merk:            | Audi Duitsland                                 |                         |
| Audi | model:           | S8 (2e generatie; sportieve variant van de A8) |                         |
| Audi | einde productie: | 2010                                           |                         |
| Audi | productieaantal: | ?                                              |                         |

| Audi |                  | concern:             | Volkswagen AG Duitsland |
| Audi | divisie:         |                      |                         |
| Audi | merk:            | Audi Duitsland       |                         |
| Audi | model:           | TT Mk II -/cabriolet |                         |
| Audi | einde productie: | ?                    |                         |
| Audi | productieaantal: | ?                    |                         |

| BMW |                  | concern:            | onafhankelijk |
| BMW | divisie:         |                     |               |
| BMW | merk:            | BMW Duitsland       |               |
| BMW | model:           | 3-serie (E90) coupe |               |
| BMW | einde productie: | ?                   |               |
| BMW | productieaantal: | ?                   |               |

| BMW |                  | concern:                                                           | onafhankelijk |
| BMW | divisie:         |                                                                    |               |
| BMW | merk:            | BMW Duitsland                                                      |               |
| BMW | model:           | M6 cabriolet (E64; 1e generatie; sportieve variant van de 6-serie) |               |
| BMW | einde productie: | 2010                                                               |               |
| BMW | productieaantal: | 5065                                                               |               |

| BMW |                  | concern:      | onafhankelijk |
| BMW | divisie:         |               |               |
| BMW | merk:            | BMW Duitsland |               |
| BMW | model:           | Z4 coupe      |               |
| BMW | einde productie: | ?             |               |
| BMW | productieaantal: | ?             |               |

| BMW |                  | concern:                                                                       | onafhankelijk |
| BMW | divisie:         |                                                                                |               |
| BMW | merk:            | BMW Duitsland                                                                  |               |
| BMW | model:           | Z4 M Roadster (E85) / Coupé (E86) (2e generatie; sportiever variant van de Z4) |               |
| BMW | einde productie: | 2008                                                                           |               |
| BMW | productieaantal: | 5387 (roadster), 4581 (coupé)                                                  |               |

| Cadillac |                  | concern:                                                     | General Motors Verenigde Staten |
| Cadillac | divisie:         |                                                              |                                 |
| Cadillac | merk:            | Cadillac Verenigde Staten                                    |                                 |
| Cadillac | model:           | BLS sedan (gebaseerd op de Saab 9-3; voor de Europese markt) |                                 |
| Cadillac | einde productie: | 2010                                                         |                                 |
| Cadillac | productieaantal: | ca. 6000 (incl. stationwagen)                                |                                 |

| Chevrolet |                  | concern:                                                                      | General Motors Verenigde Staten |
| Chevrolet | divisie:         | GM Korea Zuid-Korea                                                           |                                 |
| Chevrolet | merk:            | Chevrolet Verenigde Staten                                                    |                                 |
| Chevrolet | model:           | Epica (badge-engineered Daewoo Tosca voor Europa; heette buiten Europa Tosca) |                                 |
| Chevrolet | einde productie: | 2011                                                                          |                                 |
| Chevrolet | productieaantal: | ?                                                                             |                                 |

| Citroën |                  | concern:          | PSA Peugeot Citroën Frankrijk |
| Citroën | divisie:         |                   |                               |
| Citroën | merk:            | Citroën Frankrijk |                               |
| Citroën | model:           | C4 Picasso        |                               |
| Citroën | einde productie: | ?                 |                               |
| Citroën | productieaantal: | ?                 |                               |

| Dacia |                  | concern:                                                   | Renault Frankrijk |
| Dacia | divisie:         |                                                            |                   |
| Dacia | merk:            | Dacia Roemenië                                             |                   |
| Dacia | model:           | Logan MCV (1e generatie; stationwagenvariant van de Logan) |                   |
| Dacia | einde productie: | 2012                                                       |                   |
| Dacia | productieaantal: | ?                                                          |                   |

| Ferrari |                  | concern:        | FIAT Italië |
| Ferrari | divisie:         |                 |             |
| Ferrari | merk:            | Ferrari Italië  |             |
| Ferrari | model:           | 599 GTB Fiorano |             |
| Ferrari | einde productie: | 2012            |             |
| Ferrari | productieaantal: | 2691            |             |

| Ferrari |                  | concern:              | FIAT Italië |
| Ferrari | divisie:         |                       |             |
| Ferrari | merk:            | Ferrari Italië        |             |
| Ferrari | model:           | F430 Spider cabriolet |             |
| Ferrari | einde productie: | 2009                  |             |
| Ferrari | productieaantal: | ?                     |             |

| FIAT |                  | concern:    | onafhankelijk |
| FIAT | divisie:         |             |               |
| FIAT | merk:            | FIAT Italië |               |
| FIAT | model:           | Sedici      |               |
| FIAT | einde productie: | ?           |               |
| FIAT | productieaantal: | ?           |               |

| Ford |                  | concern:                                                                                                  | Ford Motor Company Verenigde Staten |
| Ford | divisie:         | Ford of Europe Duitsland                                                                                  |                                     |
| Ford | merk:            | Ford Verenigde Staten                                                                                     |                                     |
| Ford | model:           | Focus Coupé-Cabriolet (ook CC; gebaseerd op de 2e generatie Focus; ontworpen en gebouwd door Pininfarina) |                                     |
| Ford | einde productie: | 2010 |                                     |
| Ford | productieaantal: | ? |                                     |

| Ford |                  | concern:                 | Ford Motor Company Verenigde Staten |
| Ford | divisie:         | Ford of Europe Duitsland |                                     |
| Ford | merk:            | Ford Verenigde Staten    |                                     |
| Ford | model:           | Galaxy (2e generatie)    |                                     |
| Ford | einde productie: | 2015                     |                                     |
| Ford | productieaantal: | ?                        |                                     |

| Ford |                  | concern:                          | Ford Motor Company Verenigde Staten |
| Ford | divisie:         | Ford of Europe Duitsland          |                                     |
| Ford | merk:            | Ford Verenigde Staten             |                                     |
| Ford | model:           | S-Max (1e generatie)              |                                     |
| Ford | einde productie: | 2014                              |                                     |
| Ford | productieaantal: | ruim 400.000 (verkocht in Europa) |                                     |

| Jaguar |                  | concern:                                                                                 | Ford Motor Company Verenigde Staten |
| Jaguar | divisie:         |                                                                                          |                                     |
| Jaguar | merk:            | Jaguar Verenigd Koninkrijk                                                               |                                     |
| Jaguar | model:           | XK coupé / cabriolet (2e generatie) XKR (krachtiger variant met supercharger vanaf 2007) |                                     |
| Jaguar | einde productie: | 24 juli 2014                                                                             |                                     |
| Jaguar | productieaantal: | 27.612                                                                                   |                                     |

| Kia |                  | concern:                                                                  | Hyundai Zuid-Korea |
| Kia | divisie:         | Kia Motors Europe Duitsland                                               |                    |
| Kia | merk:            | Kia Zuid-Korea                                                            |                    |
| Kia | model:           | Cee'd vijfdeurhatchback (1e generatie; ontwikkeld voor de Europese markt) |                    |
| Kia | einde productie: | 2012                                                                      |                    |
| Kia | productieaantal: | 646.305 (inclusief de stationwagen en driedeur uit 2007)                  |                    |

| Koenigsegg |                  | concern:              | onafhankelijk |
| Koenigsegg | divisie:         |                       |               |
| Koenigsegg | merk:            | Koenigsegg Zweden     |               |
| Koenigsegg | model:           | CCX / CCXR sportwagen |               |
| Koenigsegg | einde productie: | 2010                  |               |
| Koenigsegg | productieaantal: | 49                    |               |

| Lamborghini |                  | concern:                                                   | Volkswagen AG Duitsland |
| Lamborghini | divisie:         |                                                            |                         |
| Lamborghini | merk:            | Lamborghini Italië                                         |                         |
| Lamborghini | model:           | Gallardo Spyder cabriolet (afgeleid van de coupé uit 2003) |                         |
| Lamborghini | einde productie: | 25 november 2013                                           |                         |
| Lamborghini | productieaantal: | 4352                                                       |                         |

| Land Rover |                  | concern:                                          | Ford Motor Company Verenigde Staten |
| Land Rover | divisie:         |                                                   |                                     |
| Land Rover | merk:            | Land Rover Verenigd Koninkrijk                    |                                     |
| Land Rover | model:           | Freelander 2 / LR2 vijfdeur-suv (2e generatie)    |                                     |
| Land Rover | einde productie: | 2014                                              |                                     |
| Land Rover | productieaantal: | ca. 250.000 (verkocht in Europa en Noord-Amerika) |                                     |

| Lotus |                  | concern:                                                                         | Proton Maleisië |
| Lotus | divisie:         |                                                                                  |                 |
| Lotus | merk:            | Lotus Verenigd Koninkrijk                                                        |                 |
| Lotus | model:           | Europa S en verbeterde SE GT-coupé (2e generatie; de SE verving de S vanaf 2008) |                 |
| Lotus | einde productie: | 2010                                                                             |                 |
| Lotus | productieaantal: | 408 (S), 48 (SE)                                                                 |                 |

| Maserati |                  | concern: | FIAT Italië |
| Maserati | divisie:         | |             |
| Maserati | merk:            | Maserati Italië |             |
| Maserati | model:           | GranSport Spyder cabriolet (1 generatie; krachtiger variant van de Spyder uit 2002; de coupévariant verscheen al in 2004) |             |
| Maserati | einde productie: | 2007 |             |
| Maserati | productieaantal: | 472 |             |

| Mercedes-Benz |                  | concern:                                                                                   | DaimlerChrysler Duitsland |
| Mercedes-Benz | divisie:         |                                                                                            |                           |
| Mercedes-Benz | merk:            | Mercedes-Benz Duitsland                                                                    |                           |
| Mercedes-Benz | model:           | CL-Klasse coupé (C216; 3e generatie; gebaseerd op de 5e generatie S-Klasse sedan uit 2005) |                           |
| Mercedes-Benz | einde productie: | januari 2014                                                                               |                           |
| Mercedes-Benz | productieaantal: | 32.256                                                                                     |                           |

| Mercedes-Benz |                  | concern:                                                                           | DaimlerChrysler Duitsland |
| Mercedes-Benz | divisie:         |                                                                                    |                           |
| Mercedes-Benz | merk:            | Mercedes-Benz Duitsland                                                            |                           |
| Mercedes-Benz | model:           | GL-Klasse suv (X164; 1e generatie; gebaseerd op de 2e generatie M-Klasse uit 2005) |                           |
| Mercedes-Benz | einde productie: | augustus 2012                                                                      |                           |
| Mercedes-Benz | productieaantal: | ca. 220.000                                                                        |                           |

| Mercedes-Benz |                  | concern:                                             | DaimlerChrysler Duitsland |
| Mercedes-Benz | divisie:         |                                                      |                           |
| Mercedes-Benz | merk:            | Mercedes-Benz Duitsland                              |                           |
| Mercedes-Benz | model:           | Sprinter (NCV3) minibus / bestelwagen (2e generatie) |                           |
| Mercedes-Benz | einde productie: | ca. 2018                                             |                           |
| Mercedes-Benz | productieaantal: | ?                                                    |                           |

| Opel Vauxhall |                  | concern:                                                                | General Motors Verenigde Staten |
| Opel Vauxhall | divisie:         |                                                                         |                                 |
| Opel Vauxhall | merk:            | Opel Duitsland en Vauxhall Verenigd Koninkrijk                          |                                 |
| Opel Vauxhall | model:           | Antara cross-over-suv (1 generatie; badge-engineered Chevrolet Captiva) |                                 |
| Opel Vauxhall | einde productie: | 2015                                                                    |                                 |
| Opel Vauxhall | productieaantal: | 126.853 (verkocht in Europa)                                            |                                 |

| Opel Vauxhall |                  | concern:                                                                       | General Motors Verenigde Staten |
| Opel Vauxhall | divisie:         |                                                                                |                                 |
| Opel Vauxhall | merk:            | Opel Duitsland en Vauxhall Verenigd Koninkrijk                                 |                                 |
| Opel Vauxhall | model:           | Astra TwinTop coupé-cabriolet (variant van de 3e generatie hatchback uit 2004) |                                 |
| Opel Vauxhall | einde productie: | 2010                                                                           |                                 |
| Opel Vauxhall | productieaantal: | ?                                                                              |                                 |

| Opel Vauxhall |                  | concern:                                        | General Motors Verenigde Staten |
| Opel Vauxhall | divisie:         |                                                 |                                 |
| Opel Vauxhall | merk:            | Opel Duitsland en Vauxhall Verenigd Koninkrijk  |                                 |
| Opel Vauxhall | model:           | Corsa drie- en vijfdeurhatchback (4e generatie) |                                 |
| Opel Vauxhall | einde productie: | 2014                                            |                                 |
| Opel Vauxhall | productieaantal: | ruim 2,9 miljoen (verkocht)                     |                                 |

| Peugeot |                  | concern:                                                                               | PSA Peugeot Citroën Frankrijk |
| Peugeot | divisie:         |                                                                                        |                               |
| Peugeot | merk:            | Peugeot Frankrijk                                                                      |                               |
| Peugeot | model:           | 207 drie- en vijfdeurhatchback / CC coupé-cabriolet (1 generatie)                      |                               |
| Peugeot | einde productie: | 2012 (hatchback); 2015 (CC)                                                            |                               |
| Peugeot | productieaantal: | 2.162.570 (verkocht in Europa; inclusief de stationwagen uit 2007), waarvan 187.843 CC |                               |

| Porsche |                  | concern:                                                        | onafhankelijk |
| Porsche | divisie:         |                                                                 |               |
| Porsche | merk:            | Porsche Duitsland                                               |               |
| Porsche | model:           | 911 2+2-targa (997; variant van de 6e generatie coupé uit 2004) |               |
| Porsche | einde productie: | 2013                                                            |               |
| Porsche | productieaantal: | 8459                                                            |               |

| Renault |                  | concern:                                                      | onafhankelijk |
| Renault | divisie:         |                                                               |               |
| Renault | merk:            | Renault Frankrijk                                             |               |
| Renault | model:           | Clio RS (krachtiger versie van de 3e generatie Clio uit 2005) |               |
| Renault | einde productie: | 2012                                                          |               |
| Renault | productieaantal: | ?                                                             |               |

| Škoda |                  | concern:                                         | Volkswagen AG Duitsland |
| Škoda | divisie:         |                                                  |                         |
| Škoda | merk:            | Škoda Tsjechië                                   |                         |
| Škoda | model:           | Roomster mpv / Praktik bestelwagen (1 generatie) |                         |
| Škoda | einde productie: | 30 april 2015                                    |                         |
| Škoda | productieaantal: | 372.783                                          |                         |

| Sportec |                  | concern:            | onafhankelijk |
| Sportec | divisie:         |                     |               |
| Sportec | merk:            | Sportec Zwitserland |               |
| Sportec | model:           | SPR1                |               |
| Sportec | einde productie: | 2009                |               |
| Sportec | productieaantal: | 10                  |               |

| Volkswagen |                  | concern:             | onafhankelijk |
| Volkswagen | divisie:         |                      |               |
| Volkswagen | merk:            | Volkswagen Duitsland |               |
| Volkswagen | model:           | Eos                  |               |
| Volkswagen | einde productie: | ?                    |               |
| Volkswagen | productieaantal: | ?                    |               |

| Volkswagen |                  | concern:             | onafhankelijk |
| Volkswagen | divisie:         |                      |               |
| Volkswagen | merk:            | Volkswagen Duitsland |               |
| Volkswagen | model:           | Polo                 |               |
| Volkswagen | einde productie: | 2009                 |               |
| Volkswagen | productieaantal: | ?                    |               |

| Volvo |                  | concern:     | Ford Motor Company Verenigde Staten |
| Volvo | divisie:         |              |                                     |
| Volvo | merk:            | Volvo Zweden |                                     |
| Volvo | model:           | C30          |                                     |
| Volvo | einde productie: | ?            |                                     |
| Volvo | productieaantal: | ?            |                                     |

| Volvo |                  | concern:     | Ford Motor Company Verenigde Staten |
| Volvo | divisie:         |              |                                     |
| Volvo | merk:            | Volvo Zweden |                                     |
| Volvo | model:           | S80          |                                     |
| Volvo | einde productie: | ?            |                                     |
| Volvo | productieaantal: | ?            |                                     |